# Wydział Technologii Żywności Szkoły Głównej Gospodarstwa Wiejskiego w Warszawie
Wydział Technologii Żywności Szkoły Głównej Gospodarstwa Wiejskiego w Warszawie – wydział powstały w 1961 r. na bazie Katedry i Zakładu Mikrobiologii i Przemysłu Rolnego na wydziale Rolniczym. Od 1 stycznia 2008 do 30 września 2019 nosił nazwę Wydział Nauk o Żywności. Wydział posiada pełne prawa akademickie do doktoryzowania i habilitowania.

## Jednostki organizacyjne
Na Wydziale funkcjonują następujące jednostki organizacyjne:
- Katedra Biotechnologii, Mikrobiologii i Oceny Żywności
  - Zakład Biotechnologii i Mikrobiologii Żywności
  - Zakład Biotechnologii Mleka
  - Zakład Oceny Jakości Żywności
- Katedra Chemii
  - Zakład Chemii Ogólnej
  - Zakład Chemii Organicznej
  - Zakład Chemii Żywności
- Katedra Inżynierii Żywności i Organizacji Produkcji
- Katedra Technologii Żywności
  - Zakład Technologii Mięsa
  - Zakład Technologii Owoców i Warzyw
  - Zakład Technologii Tłuszczów i Koncentratów Spożywczych
  - Zakład Technologii Zbóż

## Opis kierunków
Studia dzienne inżynierskie i magisterskie
Studia mają charakter techniczno-przyrodniczy. W czasie studiów student zdobywa wiedzę z dyscyplin:
- podstawowych:

chemia ogólna i nieorganiczna, chemia organiczna i fizyczna, fizyka, matematyka, podstawy informatyki, statystyka, rysunek techniczny,
- specjalistycznych ściśle związanych z technologią żywności:

chemia żywności, analiza i ocena jakości żywności, biochemia, mikrobiologia techniczna i żywności, ogólna technologia żywności, kierunkowe technologie żywności, maszynoznawstwo i inżynieria przemysłu spożywczego, żywienie człowieka z toksykologią, ekonomika, organizacja i zarządzanie procesem produkcyjnym, podstawy rachunkowości, projektowanie produktu, prawo żywnościowe.
Studia inżynierskie są 3,5 letnie, po ich ukończeniu istnieje możliwość podjęcia 1,5 rocznych studiów magisterskich uzupełniających z możliwością wyboru jednej z następujących specjalności:
- biotechnologia, mikrobiologia i ocena żywności
- inżynieria żywności i organizacja produkcji
- technologia żywności

W ramach specjalności student ma możliwość wyboru jednej specjalizacji dyplomowej:
- Biotechnologia i mikrobiologia żywności
- Biotechnologia mleka
- Ocena jakości żywności
- Inżynieria żywności
- Organizacja produkcji
- Technologia mięsa
- Technologia owoców i warzyw
- Technologia tłuszczów i koncentratów spożywczych
- Technologia zbóż

## Władze wydziału
Obecne
Dziekan: dr hab. Rafał Wołosiak
Prodziekan: dr hab. Anna Bzducha-Wróbel

## Historia Wydziału
Wydział Technologii Żywności (poprzednio Wydział Technologii Rolno-Spożywczej) został utworzony w październiku 1961 roku, jednak studia z zakresu przemysłu rolno-spożywczego mają w SGGW dużo dłuższą tradycję. Od momentu powstania uczelni przedmiot "przemysł rolny" był realizowany na Wydziale Rolniczym w Katedrze i Zakładzie Mikrobiologii i Przemysłu Rolnego. W okresie międzywojennym około 120 studentów specjalizowało się w tym właśnie kierunku.
Pierwsi absolwenci ukończyli specjalizację w roku 1925 i stali się pionierami przemysłu spożywczego w Polsce.
Zakład kierowany przez profesora Wacława Dąbrowskiego rozwijał badania technologiczne oraz wychował kadry przyszłych pracowników nauki w dziedzinie technologii, chemii i mikrobiologii żywności (pierwszy stopień doktorski został nadany w roku 1934). Wychowankiem tego zakładu był m.in. prof. dr hab. Eugeniusz Pijanowski, uczony i pedagog, twórca nauki o żywności w Polsce i pierwszy dziekan powołanego z początkiem roku akademickiego 1961/62 Wydziału Technologii Rolno-Spożywczej.
W ciągu ponad 40 lat funkcjonowania wydziału dokonano wielu reorganizacji jednostek wydziałowych, co wiązało się z bieżącymi potrzebami badawczymi i dydaktycznymi. Bardzo ważny w historii wydziału był rok 1977, w którym Instytut Żywienia Człowieka będący dotychczasową jednostką organizacyjną Wydziału został włączony w struktury nowo powstałego Wydziału Żywienia Człowieka i Wiejskiego Gospodarstwa Domowego. W tym też roku wydział zmienił nazwę na obecną – Wydział Technologii Żywności.
Rok akademicki 2001/2002, pierwszy w nowym tysiącleciu, został zainaugurowany w pięknej auli nowego, własnego budynku naukowo-dydaktycznego, noszącego imię współtwórcy wydziału – profesora Eugeniusza Pijanowskiego.
Przez ponad 40 lat wydział opuściło prawie 4500 absolwentów, wśród których 3500 ukończyło studia magisterskie, zaś prawie 1000 studia inżynierskie. Rada Wydziału nadała ponad 238 stopni doktora oraz 76 stopnie doktora habilitowanego nauk technicznych i nauk rolniczych w zakresie technologii żywności.
Dnia 20 grudnia 2007 r. Rektor Szkoły Głównej Gospodarstwa Wiejskiego w Warszawie Zarządzeniem nr 44/2007 zmienił nazwę Wydziału Technologii Żywności na Wydział Nauk o Żywności. Nowa nazwa wydziału obowiązuje od dnia 1 stycznia 2008 r.